# Cà Dy
Cà Dy is een xã in het district Nam Giang, een van de districten in de Vietnamese provincie Quảng Nam. Cà Dy heeft ruim 2200 inwoners op een oppervlakte van 200 km².
Een belangrijke verkeersader is de Quốc lộ 14D. Deze weg splitst zich in Cà Dy af van de Quốc lộ 14. De Cái en de Thanh stromen door Cà Dy.